# 哈维·古德曼
哈维·古德曼（英語：Harvey Goodman，1967年4月6日—），澳大利亚男子举重运动员。他曾代表澳大利亚参加1990年和1994年英联邦运动会举重比赛，获得三枚金牌和三枚铜牌。他也曾参加1992年和1996年夏季奥运会。